# Le Théâtre des matières
Pour plus de détails, voir Fiche technique et Distribution.
Le Théâtre des matières est un film français réalisé par Jean-Claude Biette, sorti en 1977.

## Synopsis
Dorothée rêve de faire du théâtre. Elle abandonne son travail dans une agence de voyages, convaincue par Hermann, directeur d'un troupe de banlieue Le Théâtre des matières, qu'elle va obtenir un rôle dans Marie Stuart. Des difficultés financières se présentent rapidement et l'aventure du Théâtre des matières se poursuivra sans Dorothée.

## Fiche technique
- Titre original : Le Théâtre des matières
- Réalisation : Jean-Claude Biette
- Scénario : Jean-Claude Biette
- Image : Georges Strouvé
- Son : Jean-François Chevalier
- Mixage : Antoine Bonfanti
- Montage : Françoise Merville, assisté par Geneviève Dufour
- Premier assistant : Gérard Frot-Coutaz
- Assistant et conseiller pour les décors et costumes : Jean-Claude Guiguet
- Script-girl : Geneviève Dufour
- Musique : Ludwig van Beethoven, Georges Bizet et Léo Delibes
- Sociétés de production : Diagonale — Stephan Films
- Société de distribution : Diagonale Diffusion
- Tournage : du 21 février 1977 au 15 mars 1977
- Pays de production :  France
- Langue originale : français
- Format : couleur — 35 mm — 1,66:1
- Genre : drame
- Durée : 81 minutes
- Dates de sortie :
  - France : 7 décembre 1977

## Distribution
- Sonia Saviange : Dorothée
- Howard Vernon : Hermann
- Philippe Chemin : Philippe
- Martine Simonet : Martin
- Brigitte Jaques : Brigitte
- Costa Comnène : Repetos
- Jean-Christophe Bouvet : Christophe
- Marcel Gassouk : Marcel
- Serge Casado : Serge
- Liza Braconnier : Adrienne
- Gérard Vergez : Patron
- Michèle Veinard : Annie
- Michel Delahaye : Client
- Paulette Bouvet : Madame Nogrette
- Denise Farchy : Lina
- Benoît Jacquot : Adaptateur
- Guy Gilles : Client agence
- Michèle Savin : Employée
- Jean-Pierre Hemmer : Louis
- Aline Issermann : Élisabeth Ire
- Gérard Delvallée : Caligula
- Alain Beignon : Serveur
- Jean-Claude Guiguet : Docteur
- Noël Simsolo : Spectateur
- Frédéric Norbert : Médecin